# Jung Gil-ok
Jung Gil-Ok (hangul: 정 길옥), född den 15 september 1980, är en sydkoreansk fäktare som tog OS-brons i damernas lagtävling i florett i samband med de olympiska fäktningstävlingarna 2012 i London.